# Foldby Kirke
Foldby Kirke ligger i Foldby Sogn, Sabro Herred i det tidligere Århus Amt. Kirken ligger i udkanten af Foldby på et højdedrag lidt vest for den gamle landevej fra Skanderborg til Randers.
Kirkebygningen er opført i granitkvadre i romansk stil, oprindeligt med rundbuede døre i både nord og sydsiden og små romanske vinduer og fladt træloft. I senmiddelalderen blev kirken ombygget med tårn i munkesten og et våbenhus ved syddøren. Der blev opført krydshvælvinger i både kor, skib og tårnrum.
Hvem der opførte kirken, ved man ikke, men i 1200-tallet kom den under Århus Domkapitel, og efter reformationen blev den krongods, indtil den i 1661 blev overdraget til Mogens Friis og kom med i grevskabet Frijsenborg i 1672.
Kirken blev restaureret i slutningen af 1800-tallet og igen i 1986 – 1988.
- Altertavlen er malet af af Th. Martin Jensen i 1858, og forestiller Kristus og synderinden
- Alterskranken er udskåret med monogrammer fra Frijsslægten

## Eksterne kilder og henvisninger
- Foldby Kirke, folder udgivet af kirken. Carsten Henriksen og Christian Sigumfeldt
- Foldby Kirke Arkiveret 19. september 2015 hos  Wayback Machine hos KortTilKirken.dk
- Foldby Kirke hos danmarkskirker.natmus.dk (Danmarks Kirker, Nationalmuseet)

- Wikimedia Commons har flere filer relateret til Foldby Kirke